# Nova Canaã Paulista
Nova Canaã Paulista este un oraș în São Paulo (SP), Brazilia.